# Primo Berlinghieri
Primo Berlinghieri (Milano, 9 giugno 1963) è un allenatore di calcio ed ex calciatore italiano, di ruolo centrocampista.

## Carriera

### Giocatore
Proveniente dal settore giovanile del Milan, senza riuscire ad approdare in prima squadra, dopo una prima parte della carriera trascorsa in formazioni lombarde delle serie minori, nell'estate del 1985 viene ingaggiato dal Pescara, militante in Serie B, dove gradualmente si impone come titolare e nella stagione Serie B 1986-1987, con 23 presenze ed una rete all'attivo, contribuisce alla vittoria del campionato.
Dal 1987 al 1989, sempre col Pescara disputa da titolare due campionati di Serie A contribuendo nella stagione 1987-1988 all'unica salvezza in massima serie finora ottenuta nella storia della squadra abruzzese. Nella stagione successiva con 5 reti realizzate risulta il vicecapocanoniere della squadra alle spalle del brasiliano Tita, ma non riesce a evitare la retrocessione dei biancazzurri.
Nel 1989 passa al Messina, con cui disputa da titolare il campionato di Serie B 1989-1990, nel quale i siciliani centrano la salvezza dopo lo spareggio col Monza. Nel 1990, durante la sessione autunnale di calciomercato passa al Como, con cui disputa tre campionati di Serie C1 prima di abbandonare l'attività agonistica, ad appena 30 anni.
In carriera ha totalizzato complessivamente 54 presenze e 7 reti in Serie A e 66 presenze e 6 reti in Serie B.

### Allenatore
Nella stagione 2010 subentra come allenatore del Senna, formazione di Prima Categoria della provincia di Lodi. Nella stagione 2013-2014 viene nominato allenatore del Bojano, venendo esonerato al termine della 5ª giornata d'andata a causa dei pessimi risultati ottenuti.
Dal novembre del 2014 è l'allenatore dell'Ardor Lazzate, formazione lombarda di Eccellenza. Durante la stagione 2015/16 allena il Paderno Dugnano in Prima Categoria. Nel dicembre 2019 diventa l'allenatore dell'Atletico CVS, formazione militante nel campionato lombardo di Promozione.

## Palmarès

### Giocatore
- Campionato italiano di Serie B: 1

Pescara: 1986-1987 (ex aequo con il Pisa)